# Plastochalcis stenogeneia
Plastochalcis stenogeneia is een vliesvleugelig insect uit de familie bronswespen (Chalcididae). De wetenschappelijke naam is voor het eerst geldig gepubliceerd in 1943 door Masi.